# 罗歇·德巴尔巴兰
罗歇·德巴尔巴兰（法語：Roger de Barbarin，1860年6月4日—1925年3月4日），法国男子射击运动员。他曾代表法国参加1900年夏季奥林匹克运动会射击比赛，获得不定向飞靶金牌。